# WarnerMedia
WarnerMedia er verdens største mediekoncern og driver større internet-, udgivelses, film-, telekommunikations- og fjernsynsafdelinger. Firmaet har hovedkvarter i New York, og det har 84.900 ansatte.
Time Warner opstod i 1990 ved fusionen af Time Inc. og Warner Communications. Selskabet hed i en periode fra 2001 til 2003 AOL Time Warner pga. en fusion med internetselskabet AOL.
I 2009 blev AOL udskilt fra koncernen og i 2014 blev Time Inc. udskilt som et selvstændigt selskab. 
Den 14. juni 2018 er Time Warner omdøbt til WarnerMedia efter AT&T's erhvervelse.

## Tidligere år
Time Warner Inc. Warner Bros er ansvarlig for og styrer de største selskaber i medie og underholdning i verden. Dette resultat kom af en fusion mellem mediegiganten Time Warner Inc. og online virksomheden America Online, Inc.
I år 2001 var navnet på selskabet AOL Time Warner, men selskabet besluttede i 2003 at fjerne AOL fra navnet, og tog herefter Time Warner som navn.
Større medier under koncernen omfatter kabel- og tv-netværkene HBO, CNN, TBS, og Warner Bros.
I tiden, hvor Time Inc. var virksomhedens forlagsdel indgik bl.a. magasinerne Time Magazine, Sports Illustrated og People i Time Warners portefølje. 

## Selskaber
Firmaets datterselskaber tæller bl.a.:
- CNN
- Cartoon Network
- DC Comics
- Warner Brothers
- New Line Cinema

I 2009 blev AOL og de tilhørende datterselskaber Netscape og Nullsoft fraspaltet koncernen.